# Колвин, Билл
Уильям Норман «Билл» Колвин (англ. William Norman "Bill" Colvin; 3 декабря 1934, Торонто, Онтарио, Канада — 3 ноября 2010) — канадский хоккеист, бронзовый призёр зимних Олимпийских игр в Кортина-д’Ампеццо (1956).
Почти всю свою жизнь, равно как и карьеру, провёл в провинции Онтарио. Выступал за местные клубы, в 1956 году в составе сборной Канады завоевал «бронзу» на зимней Олимпиаде в итальянском курортном местечке Кортина-д’Ампеццо. На турнире провёл четыре игры, в которых ни разу не поразил ворота соперника.
По завершении спортивной карьеры в 1962 году, будучи выпускником Королевского университета, занялся адвокатской практикой, параллельно продолжал играть в хоккей в статусе ветерана.